# Tz'akbu Ajaw
Tz'akbu Ajaw o Ahpo-Hel (Ox Te' Kuh, circa 610-16 de noviembre de 672) fue esposa del ahau K'inich Janaab' Pakal, más conocido como Pakal “el Grande”, quien gobernó la ciudad estado maya de Palenque. En ocasiones es referida como Ix Tz'akbu Ajaw (Señora Tz'akbu Ajaw o Señora de la Sucesión).

## Semblanza biográfica
Se cree que nació en Ox Te' Kuh  —un lugar ubicado en las llanuras del actual estado mexicano de Tabasco— en donde vivía un sublinaje del señorío de B'aakal (Lugar del Hueso), cuya capital era Lakam Ha' (Lugar de las Grandes Aguas) —hoy conocida como la zona arqueológica de Palenque—, en donde vivía la clase gobernante. Su padre fue Yax Itzam Aat, un gobernante de segundo orden, cuyo título era tuun ajaw o gobernante de la Piedra Preciosa.
El 19 o 22 de marzo del año 626 se casó con Pakal “el Grande”. De su matrimonio nacieron tres hijos, dos de ellos fueron gobernantes, K'inich Kan Balam II, quien nació en el 635, y  K'an Joy Chitam II, quien nació en el 644. Su tercer hijo fue  Tiwol Chan Mat, nació en el 648, no ascendió al poder pero fue padre de K'inich Ahkal Mo' Naab III, quien gobernó del 721 al 729.
Tz'akbu Ajaw se encuentra representada iconográficamente en el Tablero del Palacio junto a su hijo Joy Chitam y a su esposo Pakal “el Grande”, todos ellos sentados en los tronos de la creación mítica durante la ceremonia de entronización. Ella se distingue por portar las insignias guerreras del pedernal y escudo que entrega a su hijo. Otro tablero en donde también se encuentran representados estos tres personajes está resguardado en el museo Dumbarton Oaks en Washington D. C.
Se han realizado diversos estudios a la osamenta de la llamada Reina Roja de Palenque —encontrada en 1994 por Fanny López Jiménez y Arnoldo González Cruz en el Templo XIII— que respaldan la hipótesis que sostiene que estos restos mortales corresponden a Tz'akbu Ajaw.